# Ashes of the Wake
Ashes of the Wake — третий студийный альбом американской грув-метал группы Lamb of God, выпущенный в 2004 году.
Пластинка дебютировала на 27 месте в Billboard 200, разойдясь тиражом в 35000 копий в течение первой недели, и была награждена Guitar World как 49-й величайший гитарный альбом всех времён. Альбом был более политизированным, чем предыдущая работа, в связи с началом войны в Ираке, чему посвящены песни «Ashes of the Wake», «Now You’ve Got Something to Die For», «One Gun» и «The Faded Line». К 30 августа 2006 года Ashes of the Wake разошлась тиражом более 260000 копий.

## Список композиций
Слова и музыка всех песен — Lamb of God.
| №   | Название                                             | Длительность |
| --- | ---------------------------------------------------- | ------------ |
| 1.  | «Laid to Rest»                                       | 3:50         |
| 2.  | «Hourglass» (автор Вилл Адлер)                       | 4:00         |
| 3.  | «Now You've Got Something to Die For»                | 3:39         |
| 4.  | «The Faded Line»                                     | 4:37         |
| 5.  | «Omertà»                                             | 4:45         |
| 6.  | «Blood of the Scribe» (автор Вилл Адлер)             | 4:23         |
| 7.  | «One Gun»                                            | 3:59         |
| 8.  | «Break You»                                          | 3:35         |
| 9.  | «What I've Become»                                   | 3:28         |
| 10. | «Ashes of the Wake» (автор Вилл Адлер)               | 5:45         |
| 11. | «Remorse Is for the Dead» (автор Марк Мортон)        | 5:41         |
| 12. | «Another Nail For Your Coffin» (Японский бонус-трек) | 4:37         |

Первоначальное издание альбома было выпущено с бонус-диском Pure American Metal:
| №  | Название                                                            | Длительность |
| -- | ------------------------------------------------------------------- | ------------ |
| 1. | «Bloodletting» (из альбома Burn the Priest)                         | 1:58         |
| 2. | «The Subtle Arts of Murder and Persuasion» (из New American Gospel) | 4:10         |
| 3. | «11th Hour» (из As the Palaces Burn)                                | 4:43         |
| 4. | «Black Label (Live)» (из Terror and Hubris)                         | 4:37         |
| 5. | «Laid to Rest (Demo)»                                               | 3:47         |

## Дуал диск
Дуал-дисковая версия альбома была выпущена в США. DVD сторона содержала альбом в LPCM 2.0, и AC3 5.1, а также различные видеоклипы, включая промо для «Now You’ve Got Something To Die For».

## Позиции в чартах
| Чарт (2004)                                   | Позиция |
| --------------------------------------------- | ------- |
| Великобритания (UK Albums)                    | 126     |
| Великобритания (UK Rock & Metal Albums Chart) | 11      |
| США (Billboard 200)                           | 27      |

## Участники записи
Lamb of God
- Рэнди Блай — вокал
- Марк Мортон — гитара
- Вилли Адлер — гитара
- Джон Кэмпбелл — бас-гитара
- Крис Адлер — ударные

Дополнительные участники
- Алекс Сколник (Testament) — второе гитарное соло на «Ashes of the Wake»
- Крис Поланд (экс-Megadeth) — третье гитарное соло на «Ashes of the Wake»